# Komorner Tümmler

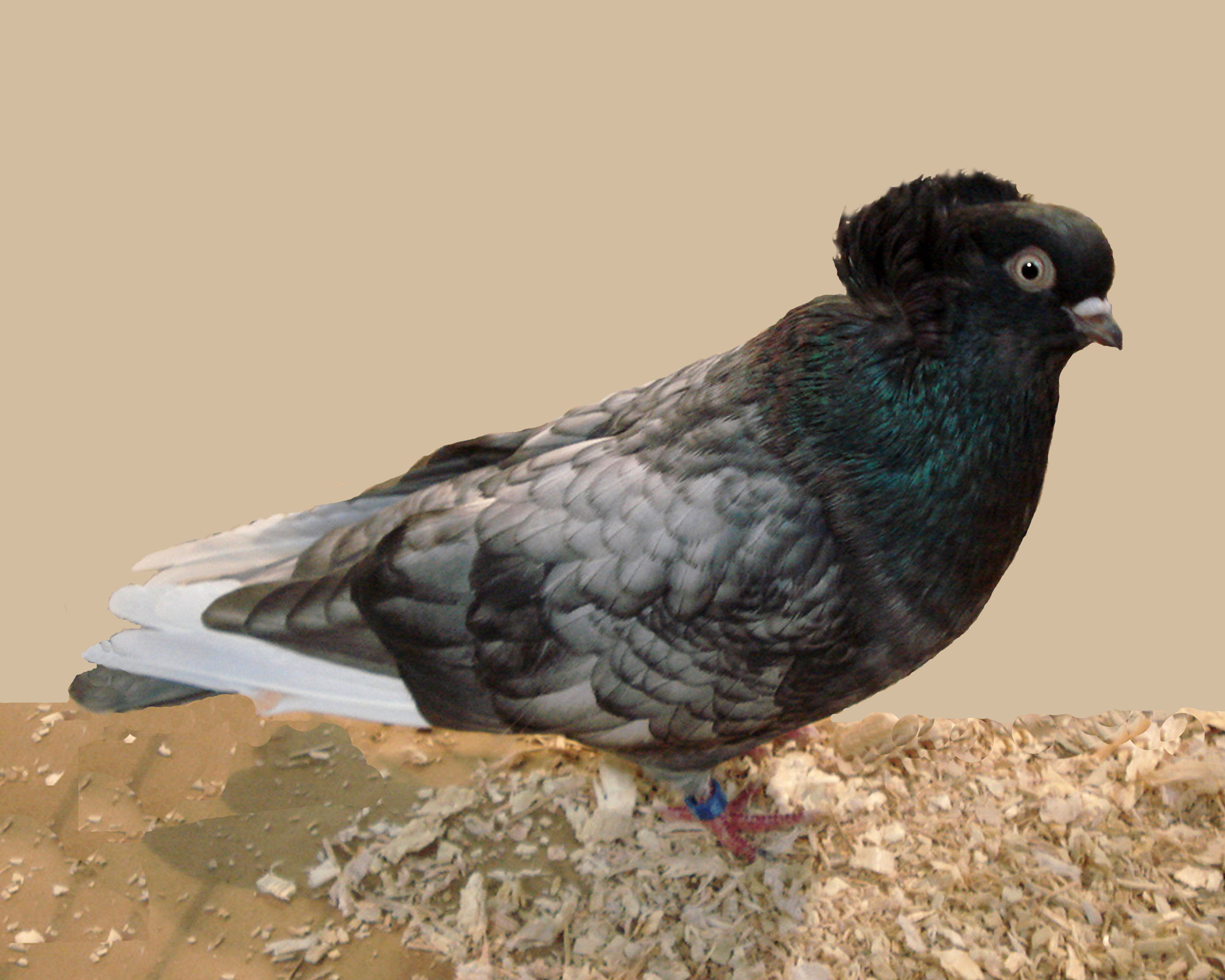
Komorner Tümmler

Komorner Tümmler sind Tümmlertauben und waren eine der ersten Rassen aus dem südosteuropäischen Raum,  die sich in Mitteleuropa durchsetzen konnten. Komorner Tümmler wurden schon im 19. Jahrhundert beschrieben, als die Donau die Stadt Komorn lediglich in zwei Stadtteile teilte. Die spätere Trennung in das slowakische Komárno und das ungarische Komárom hatte auch die Herausbildung verschiedener Typen dieses Edeltümmlers zur Folge.

## Zuchtgeschichte
Komorner Tümmler erregten in Deutschland erstmals in den 1930er Jahren Aufmerksamkeit, da sie mit keiner der bis dahin bekannten Rassen vergleichbar war. Der Sonderverein der Züchter Komorner Tümmler wurde 1934 gegründet und entwickelte den Tümmler zur heutigen Erscheinung. Im Standard wird der Komorner als "tiefgestellte, lebhafte Taube mit kurzer gedrungener Figur und mit einer federreichen, sehr breiten Muschelhaube aus aufrechtstehenden Federn" beschrieben. Ihr Kopf ist „gut abgerundet, mit einer breiten und hohen Stirn“. Zur Zucht werden trotz des „knapp mittellangen“ Schnabels Ammeneltern gebraucht. Darin vermutet de Koster einen Grund warum in Ungarn die Zahl der Züchter des „Komaro buko“ schwindet, während die Beliebtheit ähnlicher Rassen, wie der Kiskunfelegyhazer und Szekesfehervarer Tümmler zunimmt.

## Typen
Der ungarische und der slowakische Typ unterscheiden sich in Schnabeleinbau und Haubenlage. In Deutschland wird ein dritter Typ mit massiven Köpfen und hohen federreichen Rundhauben gezüchtet und in Nordamerika wurde ein Komorner Tümmler „amerikanischen Geschmacks“ mit mittellangem Schnabel erzüchtet.